# Rulyrana
Rulyrana – rodzaj płazów bezogonowych z podrodziny Centroleninae w rodzinie szklenicowatych (Centrolenidae).

## Zasięg występowania
Rodzaj obejmuje gatunki zamieszkujące amazońskie stoki Andów w Ekwadorze, Peru i prawdopodobnie w przyległym obszarze Boliwii; zachodnie stoki Kordyliery Wschodniej w Andach w Kolumbii oraz wschodnie stoki Kordyliery Środkowej w Andach w Kolumbii.

## Systematyka

### Etymologia
Rulyrana: nazwa honoruje Pedro Ruiza-Carranza (ur. 1932), kolumbijskiego herpetologa i Johna D. Lyncha (ur. 1942), amerykańsko-kolumbijskiego herpetologa, którzy wnieśli ogromny wkład w zrozumienie różnorodności, biologii i ewolucji szklenicowatych. Nazwa Rulyrana powstała z połączenia dwóch pierwszych liter z nazwisk Ruiz i Lynch (Ruly) oraz łac. rana „żaba”.

### Podział systematyczny
Do rodzaju należą następujące gatunki:
- Rulyrana adiazeta (Ruiz-Carranza & Lynch, 1991)
- Rulyrana flavopunctata (Lynch & Duellman, 1973)
- Rulyrana mcdiarmidi (Cisneros-Heredia, Venegas, Rada & Schulte, 2008)
- Rulyrana saxiscandens (Duellman & Schulte, 1993)
- Rulyrana spiculata (Duellman, 1976)
- Rulyrana susatamai (Ruiz-Carranza & Lynch, 1995)